# اوخت یغتسی (شهرستان داش‌کسن)
اوخت یغتسی (شهرستان داش‌کسن) (ارمنی: Օխտը եղցի (Դաշկեսանի շրջան)؛ Ուղտի եղցի, Քարահերձ) یک مجموعه کلیسایی متعلق به کلیسای حواری ارمنی واقع در شهر قزاق‌لی، شهرستان داش‌کسن جمهوری آذربایجان می‌باشد. ساخت و ساز این ساختمان در سده ۱۳ام میلادی؛ به پایان رسید. این بنا به سبک معماری ارمنی طراحی شده است.